# Roko Prkačin
Roko Prkačin (Zagabria, 26 novembre 2002) è un cestista croato.

## Biografia
Nato nella capitale croata, è il figlio dell'ex cestista Nikola Prkačin.

## Caratteristiche tecniche
Ala grande molto abile nel palleggio è dotato di un'ottima visione di gioco con cui innesca i propri compagni di squadra. Solido rimbalzista, non eccelle nel tiro dalla distanza.

## Carriera

### Club

#### Cibona Zagabria
Dall'estate 2018 all'estate 2019 vince cinque trofei: con la Cibona Zagabria il campionato maggiore oltre quello U-16 e quello U-18, sempre con i Vukovi vince la Lega Adriatica U-19 mentre con la nazionale U-16 vince l'europeo di categoria; inoltre è insignito MVP in tutte le competizioni ad eccezione del campionato maggiore. 
A soli 17 anni e 10 mesi diventa capitano del Cibona Zagabria, il più giovane della storia del club. 
Il 19 febbraio 2022 vince la Coppa di Croazia e solleva per la prima volta un trofeo da capitano. Il 10 giugno seguente aggiunge un altro campionato croato alla sua bacheca.

#### Girona
Il 20 luglio 2022 si trasferisce in Spagna tra le file del S. Josep Girona.

### Nazionale
Con la Croazia under 16 vinse il FIBA EuroBasket 2018 di categoria tenutosi a Novi Sad, inoltre fu insignito come MVP del torneo.
Nel novembre 2020 viene inserito dal CT della nazionale maggiore Veljko Mršić nella lista convocati per le Qualificazioni al Campionato europeo maschile di pallacanestro 2021.
Il 26 novembre fa il suo esordio nella partita di qualificazione contro la Turchia mettendo a segno 6 punti e diventando il secondo più giovane esordiente nella storia della nazionale croata dietro a Roko Ukić.
Nell'estate 2022 viene convocato dal CT Damir Mulaomerović per l'EuroBasket 2022.

## Statistiche

### Cronologia presenze e punti in Nazionale
| Cronologia completa delle presenze e dei punti in Nazionale - Croazia | Cronologia completa delle presenze e dei punti in Nazionale - Croazia | Cronologia completa delle presenze e dei punti in Nazionale - Croazia | Cronologia completa delle presenze e dei punti in Nazionale - Croazia | Cronologia completa delle presenze e dei punti in Nazionale - Croazia | Cronologia completa delle presenze e dei punti in Nazionale - Croazia | Cronologia completa delle presenze e dei punti in Nazionale - Croazia | Cronologia completa delle presenze e dei punti in Nazionale - Croazia |
| Data                                                                  | Città                                                                 | In casa                                                               | Risultato                                                             | Ospiti                                                                | Competizione                                                          | Punti                                                                 | Note                                                                  |
| --------------------------------------------------------------------- | --------------------------------------------------------------------- | --------------------------------------------------------------------- | --------------------------------------------------------------------- | --------------------------------------------------------------------- | --------------------------------------------------------------------- | --------------------------------------------------------------------- | --------------------------------------------------------------------- |
| 27/11/2020                                                            | Istanbul                                                              | Turchia                                                               | 62 - 79                                                               | Croazia                                                               | Qual. Euro 2021                                                       | 6                                                                     | [ 14 ]                                                                |
| Totale                                                                |                                                                       | Presenze                                                              | 1                                                                     |                                                                       | Punti                                                                 | 6                                                                     |                                                                       |

## Palmarès

### Club
- Lega Adriatica U-19: 1

Cibona Zagabria: 2018-19
- Campionato croato: 1

Cibona Zagabria: 2018-19, 2021-22
- Coppa di Croazia: 1

Cibona Zagabria: 2022

### Individuale
- MVP Lega Adriatica U-19: 1

Cibona Zagabria: 2018-19
- Quintetto ideale della Juniorska ABA Liga: 1

Cibona Zagabria: 2018-19